# Норд-Адлер (линейный корабль, 1820)
«Норд-Адлер» — 74-пушечный парусный линейный корабль Черноморского флота Российской империи. Корабль принимал участие в Русско-турецкой войне 1828—1829 годов.

## Постройка
Корабль был заложен 21 мая (2 июня) 1817 года в Николаеве, спущен на воду 24 мая (5 июня) 1820 года. Строителем был А. И. Мелихов. После спуска на воду корабль перешёл из Николаева в Севастополь, а с 1822 по 1827 год выходил в практические плавания в Чёрное море.

## Служба
21 апреля 1828 года, после начала войны, «Норд-Адлер» с эскадрой вице-адмирала Грейга вышел из Севастополя и 2 мая прибыл в Анапу.
7 мая корабль принимал участие в бомбардировке крепости, а 18 мая с кораблём «Пармен» отражал атаку турок, предпринявших вылазку против русских войск, осаждавших крепость.
3 июля, после капитуляции Анапы, корабль с эскадрой вышел в море и через 10 дней пришёл к Коварне.
«Норд-Адлер» крейсировал у Варны, а 7 августа в течение трёх часов, маневрируя, обстреливал крепость.
С 20 по 23 августа корабль продолжил обстрел, стоя на шпринге. От ответного огня корабль получил 15 пробоин и 47 повреждений рангоута. Два человека было убито и два ранено.
21 сентября «Норд-Адлер» принял на борт 308 раненых и больных и доставил их в Одессу, после чего вернулся в Севастополь.
28 марта 1829 года корабль с отрядом пришёл в Сизополь, а 26 апреля с эскадрой Грейга вышел в крейсерство к Босфору, после чего с отрядом капитана 1 ранга И. С. Скаловского был отправлен крейсировать вдоль анатолийского берега.
В период с 3 по 5 мая у Пендераклии отряд уничтожил 17 турецких судов, в том числе один корабль.
6 мая «Норд-Адлер» и отряд воссоединились в эскадрой, с которой вернулся в Сизополь. После этого «Норд-Адлер» с эскадрой ещё несколько раз выходил в крейсерство к Босфору.
7 августа корабль находился в отряде капитан-лейтенанта К. Н. Баскакова. Отряд обстрелял береговые укрепления крепости Инада. Был высажен десант, который взял крепость.
10 сентября «Норд-Адлер» принял на борт раненых, а также трофейные турецкие орудия, и ушёл из Сизополя в Севастополь.
В 1830 году, после войны, корабль выходил в практические плавания в Чёрном море.
В 1839 году «Норд-Адлер» был разобран.

## Командиры
Командирами корабля служили:
- 1820 — П. А. де Додт
- 1821—1828 — И. И. Стожевский
- до 6 июня 1829 — Ф. А. Юрьев
- с 6 июня 1829 — П. В. Чупрасов
- 1830 — Е. И. Колтовский